# Моретт, Мария
Мария Моретт (исп. Rosa Maria Morett; род. 1964, Мексика) — мексиканская актриса театра и кино и театральный режиссёр.

## Биография
Родилась в 1964 году в Мексике. В мексиканском кинематографе дебютировала в 1987 году, сыграв яркий эпизод в телесериале Дикая Роза, затем в 1989 году сыграла две свои ведущие роли очень ярко, сыграв роли Патрисии и Маргариты Лопес в культовых телесериалах Моя вторая мама и Просто Мария, после исполнения которой снялась ещё в двух работах, после чего порвала с кинематографом и посвятила себя театру, где играет в качестве актрисы. В качестве театрального режиссёра ставит ряд пьес, некоторые из которых становятся культовыми.

## Фильмография
1
Валентина (сериал, 1993)
Valentina … Diana
2
¿Puede hablar un poco más alto por favor? (1991)
… короткометражка
3
Просто Мария (сериал, 1989—1990)
Simplemente María … Margarita López
4
Моя вторая мама (сериал, 1989)
Mi segunda madre … Patricia
5
Дикая Роза

## Театральные работы

### В качестве режиссёра-постановщика
- Женщины в заточении[1].